# Saint-Sauveur (Deux-Sèvres)
Saint-Sauveur (officiele naam) of Saint-Sauveur-de-Givre-en-Mai is een plaats en voormalige gemeente in het Franse departement Deux-Sèvres in de regio Nieuw-Aquitanië. In 2020 telde Saint-Sauveur-de-Givre-en-Mai ongeveer 1.600 inwoners.
Saint-Sauveur-de-Givre-en-Mai ligt ten zuidoosten van Bressuire en hing af van de heren van deze stad. Het is een landbouwdorp met schaap- en rundveehouders.

## Geschiedenis
Op 1 januari 1973 fuseerde Saint-Sauveur met de gemeente Bressuire in een fusion-association. Dit hield in dat Saint-Sauveur als commune associée nog enige mate van zelfstandigheid behield. Op 28 maart 2013 werd de status aangepast naar commune déléguée van de gemeente Bressuire, die daarmee de status van commune nouvelle kreeg.

## Bezienswaardigheden
De kerk Sainte-Trinité van Saint-Sauveur is gebouwd in de 12e eeuw en is beschermd als historisch monument.

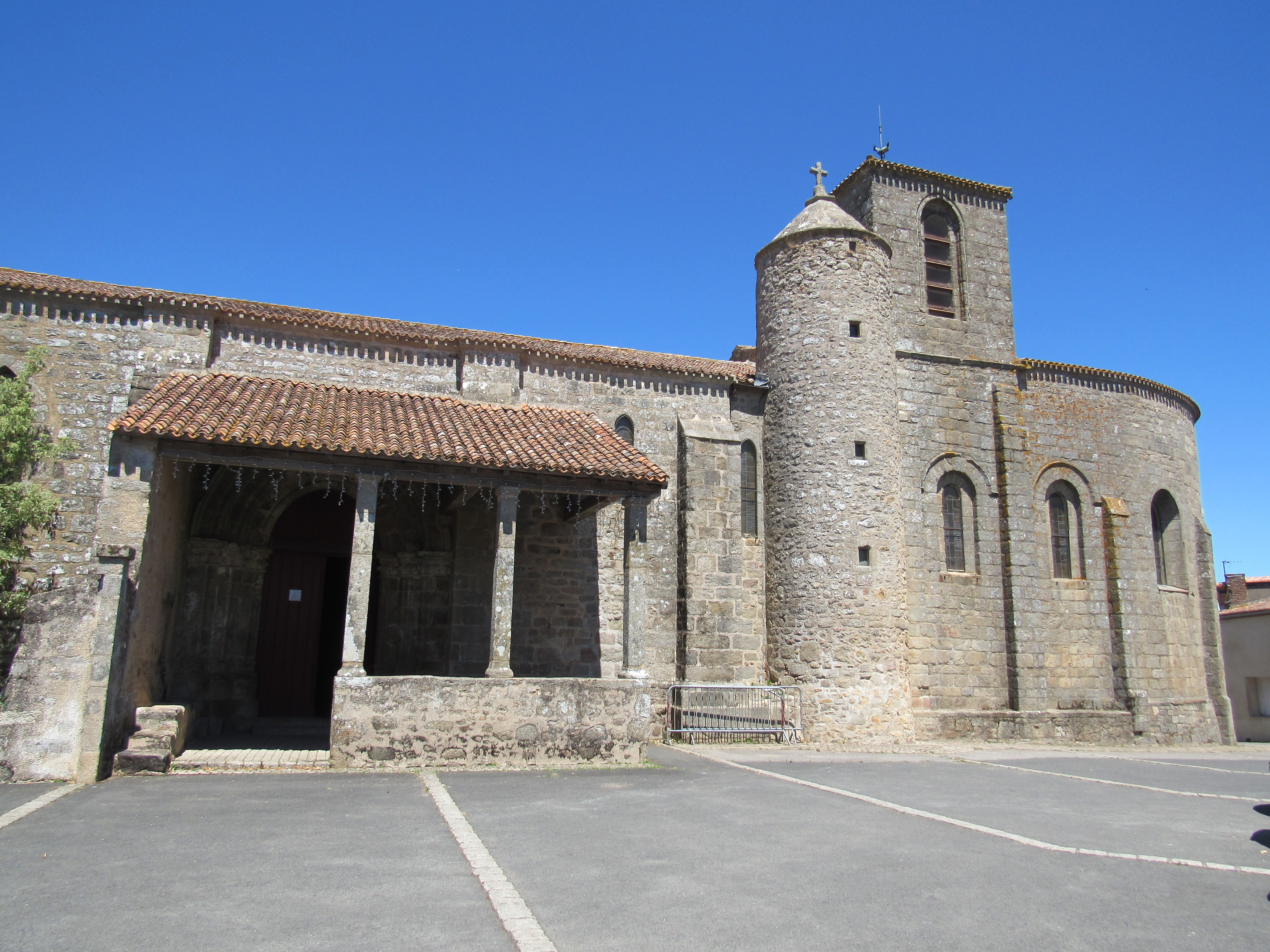
Kerk
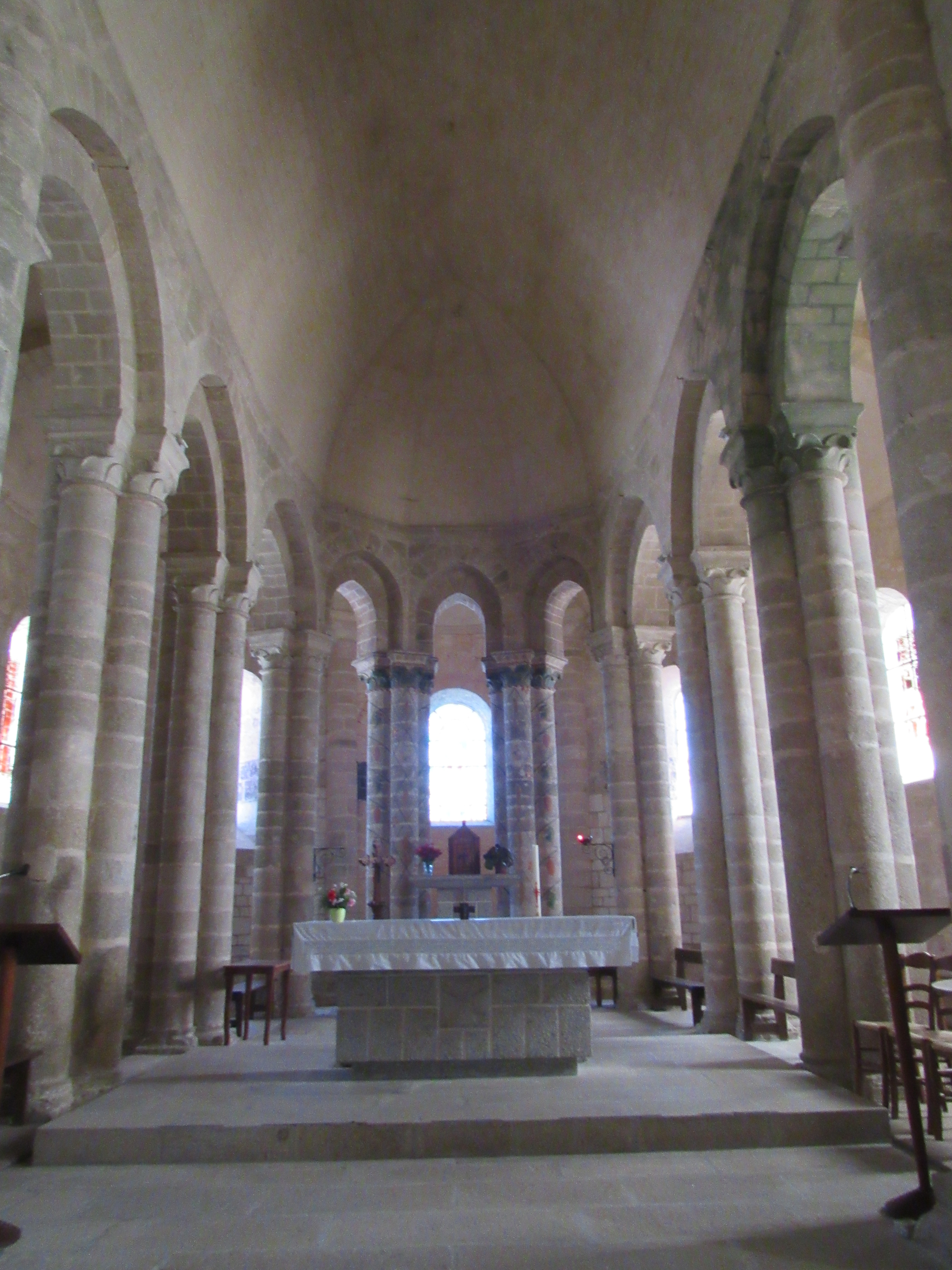
Kerk (interieur)

Beaulieu-sous-Bressuire · Bressuire · Breuil-Chaussée · Chambroutet · Clazay · Noirlieu · Noirterre · Saint-Sauveur · Terves